# آبشار تیسس‌ترنه
آبشار تیسس‌ترِنه (به نروژی: Tyssestrengene) آبشاری است که در کشور نروژ واقع شده‌است و بلندترین ریزشگاه آن ۳۱۲ متر ارتفاع دارد. حوضهٔ آبریز این آبشار، رود تیسو است.